# Lithótopos
Lithótopos, en grec moderne : Λιθότοπος, est un village du dème d'Iráklia, dans le district régional de Serrès, en Macédoine-Centrale, Grèce.
Selon le recensement de 2011, la population du village s'élève à 692 habitants.